# Democratas
Democratas (DEM) war eine konservative und wirtschaftsliberale Partei in Brasilien. Die sich einfach Demokraten nennende Partei ging 2007 aus dem Partido da Frente Liberal (Partei der liberalen Front) hervor. Am 8. Februar 2022 fusionierte die Partei mit dem Partido Social Liberal (PSL) und bildet seitdem die União Brasil.

## Geschichte und Personen
Sie wurde im Parteienspektrum rechts der Mitte verortet und gehörte, obwohl sie sich früher als „liberal“ bezeichnete, der Christlich Demokratischen Internationale (CDI) und der konservativen Internationalen Demokratischen Union (IDU) an.
Die PFL ihrerseits ging aus dem Flügel der Partido Democrático Social (PDS) – der herrschenden Partei während der Militärdiktatur – hervor, der 1985 nicht den offiziellen Regierungskandidaten Paulo Maluf folgen wollte und stattdessen den siegreichen Oppositionskandidaten Tancredo Neves vom PMDB unterstützte. In den Folgejahren hatte die Partei ihre Machtbasis vor allem im Nordosten des Landes. Von 1995 bis 2002 stellte sie unter Präsident Fernando Henrique Cardoso (PSDB) den Vizepräsidenten Marco Maciel.

### Parteienstammbaum
Stammbaum der Democratas und Progressistas aus der PFL:
|                            |                            |                            |                            | Aliança Renovadora Nacional (ARENA) 1966–1979 |                                            |                                            |                                            |                                                 |                                                 |                                                 |                                                 |                                                 |                                                 |                                           |                                           |                                                 |                                                 |                                                 |                                                 |                                                 |                                                 |                                            |                                            |                                            |                                            |                                     |                                     |                                               |                                               |                                               |                                               |                                               |                                               |  |  |  |  |  |  |  |  |  |  |  |  |
|                            |                            |                            |                            |                                               |                                            |                                            |                                            |                                                 |                                                 |                                                 |                                                 |                                                 |                                                 |                                           |                                           |                                                 |                                                 |                                                 |                                                 |                                                 |                                                 |                                            |                                            |                                            |                                            |                                     |                                     |                                               |                                               |                                               |                                               |                                               |                                               |  |  |  |  |  |  |  |  |  |  |  |  |
|                            |                            |                            |                            | Partido Democrático Social (PDS) 1980–1993    | Partido Democrático Social (PDS) 1980–1993 | Partido Democrático Social (PDS) 1980–1993 | Partido Democrático Social (PDS) 1980–1993 | Partido Democrático Social (PDS) 1980–1993      | Partido Democrático Social (PDS) 1980–1993      |                                                 |                                                 | Partido Democrata Cristão (PDC) 1985–1993       | Partido Democrata Cristão (PDC) 1985–1993       | Partido Democrata Cristão (PDC) 1985–1993 | Partido Democrata Cristão (PDC) 1985–1993 | Partido Democrata Cristão (PDC) 1985–1993       | Partido Democrata Cristão (PDC) 1985–1993       |                                                 |                                                 | Partido Social Trabalhista (PST) 1988–1993      | Partido Social Trabalhista (PST) 1988–1993      | Partido Social Trabalhista (PST) 1988–1993 | Partido Social Trabalhista (PST) 1988–1993 | Partido Social Trabalhista (PST) 1988–1993 | Partido Social Trabalhista (PST) 1988–1993 |                                     |                                     | Partido Trabalhista Renovador (PTR) 1985–1993 | Partido Trabalhista Renovador (PTR) 1985–1993 | Partido Trabalhista Renovador (PTR) 1985–1993 | Partido Trabalhista Renovador (PTR) 1985–1993 | Partido Trabalhista Renovador (PTR) 1985–1993 | Partido Trabalhista Renovador (PTR) 1985–1993 |  |  |  |  |  |  |  |  |  |  |  |  |
|                            |                            |                            |                            | Partido Democrático Social (PDS) 1980–1993    | Partido Democrático Social (PDS) 1980–1993 | Partido Democrático Social (PDS) 1980–1993 | Partido Democrático Social (PDS) 1980–1993 | Partido Democrático Social (PDS) 1980–1993      | Partido Democrático Social (PDS) 1980–1993      |                                                 |                                                 | Partido Democrata Cristão (PDC) 1985–1993       | Partido Democrata Cristão (PDC) 1985–1993       | Partido Democrata Cristão (PDC) 1985–1993 | Partido Democrata Cristão (PDC) 1985–1993 | Partido Democrata Cristão (PDC) 1985–1993       | Partido Democrata Cristão (PDC) 1985–1993       |                                                 |                                                 | Partido Social Trabalhista (PST) 1988–1993      | Partido Social Trabalhista (PST) 1988–1993      | Partido Social Trabalhista (PST) 1988–1993 | Partido Social Trabalhista (PST) 1988–1993 | Partido Social Trabalhista (PST) 1988–1993 | Partido Social Trabalhista (PST) 1988–1993 |                                     |                                     | Partido Trabalhista Renovador (PTR) 1985–1993 | Partido Trabalhista Renovador (PTR) 1985–1993 | Partido Trabalhista Renovador (PTR) 1985–1993 | Partido Trabalhista Renovador (PTR) 1985–1993 | Partido Trabalhista Renovador (PTR) 1985–1993 | Partido Trabalhista Renovador (PTR) 1985–1993 |  |  |  |  |  |  |  |  |  |  |  |  |
|                            |                            |                            |                            |                                               |                                            |                                            |                                            |                                                 |                                                 |                                                 |                                                 |                                                 |                                                 |                                           |                                           |                                                 |                                                 |                                                 |                                                 |                                                 |                                                 |                                            |                                            |                                            |                                            |                                     |                                     |                                               |                                               |                                               |                                               |                                               |                                               |  |  |  |  |  |  |  |  |  |  |  |  |
|                            |                            |                            |                            |                                               |                                            |                                            |                                            | Partido Progressista Reformador (PPR) 1993–1995 | Partido Progressista Reformador (PPR) 1993–1995 | Partido Progressista Reformador (PPR) 1993–1995 | Partido Progressista Reformador (PPR) 1993–1995 | Partido Progressista Reformador (PPR) 1993–1995 | Partido Progressista Reformador (PPR) 1993–1995 |                                           |                                           |                                                 |                                                 |                                                 |                                                 |                                                 |                                                 |                                            |                                            | Partido Progressista (PP) 1993–1995        | Partido Progressista (PP) 1993–1995        | Partido Progressista (PP) 1993–1995 | Partido Progressista (PP) 1993–1995 | Partido Progressista (PP) 1993–1995           | Partido Progressista (PP) 1993–1995           |                                               |                                               |                                               |                                               |  |  |  |  |  |  |  |  |  |  |  |  |
|                            |                            |                            |                            |                                               |                                            |                                            |                                            | Partido Progressista Reformador (PPR) 1993–1995 | Partido Progressista Reformador (PPR) 1993–1995 | Partido Progressista Reformador (PPR) 1993–1995 | Partido Progressista Reformador (PPR) 1993–1995 | Partido Progressista Reformador (PPR) 1993–1995 | Partido Progressista Reformador (PPR) 1993–1995 |                                           |                                           |                                                 |                                                 |                                                 |                                                 |                                                 |                                                 |                                            |                                            | Partido Progressista (PP) 1993–1995        | Partido Progressista (PP) 1993–1995        | Partido Progressista (PP) 1993–1995 | Partido Progressista (PP) 1993–1995 | Partido Progressista (PP) 1993–1995           | Partido Progressista (PP) 1993–1995           |                                               |                                               |                                               |                                               |  |  |  |  |  |  |  |  |  |  |  |  |
| Frente Liberal (FL)        | Frente Liberal (FL)        | Frente Liberal (FL)        | Frente Liberal (FL)        | Frente Liberal (FL)                           | Frente Liberal (FL)                        |                                            |                                            |                                                 |                                                 |                                                 |                                                 |                                                 |                                                 |                                           |                                           | Partido Progressista Brasileiro (PPB) 1995–2003 | Partido Progressista Brasileiro (PPB) 1995–2003 | Partido Progressista Brasileiro (PPB) 1995–2003 | Partido Progressista Brasileiro (PPB) 1995–2003 | Partido Progressista Brasileiro (PPB) 1995–2003 | Partido Progressista Brasileiro (PPB) 1995–2003 |                                            |                                            |                                            |                                            |                                     |                                     |                                               |                                               |                                               |                                               |                                               |                                               |  |  |  |  |  |  |  |  |  |  |  |  |
| Frente Liberal (FL)        | Frente Liberal (FL)        | Frente Liberal (FL)        | Frente Liberal (FL)        | Frente Liberal (FL)                           | Frente Liberal (FL)                        | Partido da Frente Liberal (PFL) 1985–2007  | Partido da Frente Liberal (PFL) 1985–2007  | Partido da Frente Liberal (PFL) 1985–2007       | Partido da Frente Liberal (PFL) 1985–2007       | Partido da Frente Liberal (PFL) 1985–2007       | Partido da Frente Liberal (PFL) 1985–2007       |                                                 |                                                 |                                           |                                           | Partido Progressista Brasileiro (PPB) 1995–2003 | Partido Progressista Brasileiro (PPB) 1995–2003 | Partido Progressista Brasileiro (PPB) 1995–2003 | Partido Progressista Brasileiro (PPB) 1995–2003 | Partido Progressista Brasileiro (PPB) 1995–2003 | Partido Progressista Brasileiro (PPB) 1995–2003 |                                            |                                            |                                            |                                            |                                     |                                     | Partido Progressista (PP) 2003–2017           | Partido Progressista (PP) 2003–2017           | Partido Progressista (PP) 2003–2017           | Partido Progressista (PP) 2003–2017           | Partido Progressista (PP) 2003–2017           | Partido Progressista (PP) 2003–2017           |  |  |  |  |  |  |  |  |  |  |  |  |
| Democratas (DEM) seit 2007 | Democratas (DEM) seit 2007 | Democratas (DEM) seit 2007 | Democratas (DEM) seit 2007 | Democratas (DEM) seit 2007                    | Democratas (DEM) seit 2007                 | Partido da Frente Liberal (PFL) 1985–2007  | Partido da Frente Liberal (PFL) 1985–2007  | Partido da Frente Liberal (PFL) 1985–2007       | Partido da Frente Liberal (PFL) 1985–2007       | Partido da Frente Liberal (PFL) 1985–2007       | Partido da Frente Liberal (PFL) 1985–2007       |                                                 |                                                 |                                           |                                           |                                                 |                                                 |                                                 |                                                 |                                                 |                                                 | Progressistas (PP) seit 2017               | Progressistas (PP) seit 2017               | Progressistas (PP) seit 2017               | Progressistas (PP) seit 2017               | Progressistas (PP) seit 2017        | Progressistas (PP) seit 2017        | Partido Progressista (PP) 2003–2017           | Partido Progressista (PP) 2003–2017           | Partido Progressista (PP) 2003–2017           | Partido Progressista (PP) 2003–2017           | Partido Progressista (PP) 2003–2017           | Partido Progressista (PP) 2003–2017           |  |  |  |  |  |  |  |  |  |  |  |  |

Democratas stellte zusammen mit dem PSDB und kleineren Parteien die Opposition zur brasilianischen Regierung unter Präsidentin Dilma Rousseff, wie zuvor schon zu Präsident Lula da Silva.
Bei den Wahlen in Brasilien 2010 unterstützte die Partei bei der Präsidentschaftswahl den unterlegenen Kandidaten der PSDB, José Serra und stellte dabei mit Indio da Costa den Kandidaten für den Vizepräsidenten. Bei der Wahl zum Senat verlor die Partei fast die Hälfte, bei der Wahl der Abgeordnetenkammer fast ein Drittel ihrer Abgeordneten.
Bei den Parlamentswahlen 2014 musste sie abermals eine Niederlage hinnehmen: Sie kam nur noch auf 22 der 513 Sitze in der Abgeordnetenkammer (21 weniger als zuvor) und 5 der 81 Senatoren (Verlust von einem Sitz).
Seit 2019 ist sie in der rechten Koalition um Jair Bolsonaro beteiligt. Im Kabinett Bolsonaro waren die Parteimitglieder Onyx Lorenzoni als Kabinettschef und danach bis März 2022 in weiteren Funktionen, Luiz Henrique Mandetta bis April 2020 als Gesundheitsminister und Tereza Cristina bis März 2022 als Landwirtschaftsministerin.
Wichtige Persönlichkeiten in der Partei sind bzw. waren die Senatoren Antonio Carlos Magalhães und Jorge Bornhausen, der Abgeordnete José Carlos Aleluia und der langjährige Bürgermeister von Rio de Janeiro, César Maia. Der Politiker Rodrigo Maia ist seit 14. Juli 2016 bis zum Ende der 55. Legislaturperiode sowie nach erneuter Wiederwahl für die erste Amtszeit 2019 bis 2020 der 56. Legislaturperiode Präsident der Abgeordnetenkammer im Nationalkongress.
Einer Aufstellung der Nichtregierungsorganisation Movimento de Combate à Corrupção Eleitoral (MCCE) zufolge, waren die Democratas die Partei mit den meisten Korruptionsfällen zwischen 2000 und 2010. In dieser Zeit verloren landesweit 69 Politiker der Partei ihr Mandat wegen Korruptionsvorwürfen.

## Ergebnisse der Parlamentswahlen
| Legislatur- periode  | gewählt | %     | ±    |
| -------------------- | ------- | ----- | ---- |
| 1986 48. (1987–1991) | 118/487 | 23,00 | ▬ 0  |
| 1990 49. (1991–1995) | 83/503  | 16,18 | ▼ 35 |
| 1994 50. (1995–1999) | 89/513  | 17,35 | ▲ 6  |
| 1998 51. (1999–2003) | 105/513 | 20,47 | ▲ 16 |
| 2002 52. (2003–2007) | 84/513  | 16,37 | ▼ 21 |
| 2006 53. (2007–2011) | 65/513  | 12,67 | ▼ 19 |
| 2010 54. (2011–2015) | 43/513  | 8,38  | ▼ 18 |
| 2014 55. (2015–2019) | 21/513  | 4,09  | ▼ 22 |
| 2018 56. (2019–2023) | 29/513  | 5,65  | ▲ 8  |

| Legislatur- periode  | gewählt | %     | ±   |
| -------------------- | ------- | ----- | --- |
| 1986 48. (1987–1991) | 13/75   | 17,33 | ▬ 0 |
| 1990 49. (1991–1995) | 13/81   | 16,04 | ▬ 0 |
| 1994 50. (1995–1999) | 19/81   | 23,46 | ▲ 6 |
| 1998 51. (1999–2003) | 16/81   | 19,75 | ▼ 3 |
| 2002 52. (2003–2007) | 15/81   | 18,52 | ▼ 1 |
| 2006 53. (2007–2011) | 12/81   | 14,81 | ▼ 1 |
| 2010 54. (2011–2015) | 6/81    | 7,41  | ▼ 6 |
| 2014 55. (2015–2019) | 4/81    | 4,94  | ▼ 2 |
| 2018 56. (2019–2023) | 6/81    | 7,41  | ▲ 2 |

## Abgeordnete aus den Bundesstaaten
| Legislatur- periode | gewählt | AC | AL | AM | AP | BA | CE | DF | ES | GO | MA | MG | MS | MT | PA | PB | PE | PI | PR | RJ | RN | RO | RR | RS | SC | SE | SP | TO |
| ------------------- | ------- | -- | -- | -- | -- | -- | -- | -- | -- | -- | -- | -- | -- | -- | -- | -- | -- | -- | -- | -- | -- | -- | -- | -- | -- | -- | -- | -- |
| 56. (2019–2023)     | 29      | 1  | 0  | 0  | 0  | 4  | 0  | 1  | 1  | 2  | 1  | 1  | 0  | 0  | 2  | 1  | 1  | 0  | 1  | 4  | 0  | 0  | 0  | 1  | 0  | 0  | 5  | 2  |

## Mitgliederentwicklung
| Jahr        | Zahl      |
| ----------- | --------- |
| 2016, April | 1.095.712 |
| 2017, April | 1.094.968 |
| 2018, April | 1.094.365 |
| 2019, April | 1.095.666 |
| 2020, April | 1.024.980 |